# Ione Skye
Ione Skye, właśc. Ione Skye Leitch (ur. 4 września 1970 w Hertfordshire) – amerykańska aktorka pochodzenia brytyjskiego.

## Życiorys
Urodziła się w miejscowości Hertfordshire w Anglii, jako córka szkockiego wokalisty/gitarzysty Donovana Phillipsa Leitcha oraz modelki Enid Karl (z domu Stulberger), żydowskiej Amerykanki. Jest siostrą Donovana Leitcha Jr., aktora i członka hardrockowego zespołu Camp Freddy. Dorastała w Stanach Zjednoczonych – w Los Angeles i San Francisco w Kalifornii, a także w stanie Connecticut. Jest absolwentką Hollywood High School for the Performing Arts.
Karierę w branży filmowej rozpoczęła już jako nastolatka; w 1986 roku debiutowała główną rolą żeńską (nominowaną zresztą w 1988 do Nagrody Młodych Artystów) w dramacie kryminalnym W zakolu rzeki (River’s Edge), na ekranie partnerując Keanu Reevesowi, Crispinowi Gloverowi oraz Dennisowi Hopperowi. W filmie tym wystąpiła pod pełnym nazwiskiem rodowym, wkrótce jednak przybrała pseudonim „Ione Skye”. Już w roku 1989 wcieliła się w postać Diane Court, najlepszej uczennicy w szkole oraz filmowego obiektu sercowych rozterek Johna Cusacka, w przebojowym melodramacie Camerona Crowe Nic nie mów (Say Anything...) – z tą rolą jest też najbardziej kojarzona. W rankingu „stu największych nastoletnich gwiazd” według stacji telewizyjnej VH1 uplasowała się na pozycji #84.
Była związana z frontmanem zespołu Red Hot Chili Peppers, Anthonym Kiedisem. Jej pierwszy mąż, Adam Horovitz (ps. King Ad-Rock), jest członkiem grupy Beastie Boys. W roku 1999 Skye romansowała z modelką Jenny Shimizu (jest bowiem biseksualna). Ma także córkę, Kate Netto (ur. 2001), ze związku z projektantem Davidem Netto. W styczniu 2008 r. zaręczyła się z muzykiem Benem Lee, którego już pod koniec grudnia poślubiła. Ceremonia zaślubin miała miejsce w Indiach. 24 września 2009 r. Ione urodziła mężowi córkę, Goldie Priyę Lee.

## Filmografia
- W zakolu rzeki (River’s Edge, 1986) – Clarissa
- Nic nie mów (Say Anything..., 1989) – Diane Court
- The Rachel Papers (1989) – Rachel Noyce
- Mindwalk (1990) – Kit Hoffman
- Świat Wayne’a (Wayne’s World, 1992) – Elyse
- Czekam na ciebie w Laramie (Gas, Food Lodging, 1992) – Trudi
- Cztery pokoje (Four Rooms, 1995) – Eva
- Sposób na bezsenność (Dream for an Insomniac, 1996) – Frankie
- Went to Coney Island on a Mission From God... Be Back by Five (1998) – Gabby
- Cheerleaderka (But I’m a Cheerleader, 1999) – Kelly
- Miłosna zagrywka (Fever Pitch, 2005) – Molly
- Zodiak (Zodiac, 2007) – Kathleen Johns
- Haunt (2013) – Emily Asher